# 올리비에 포르

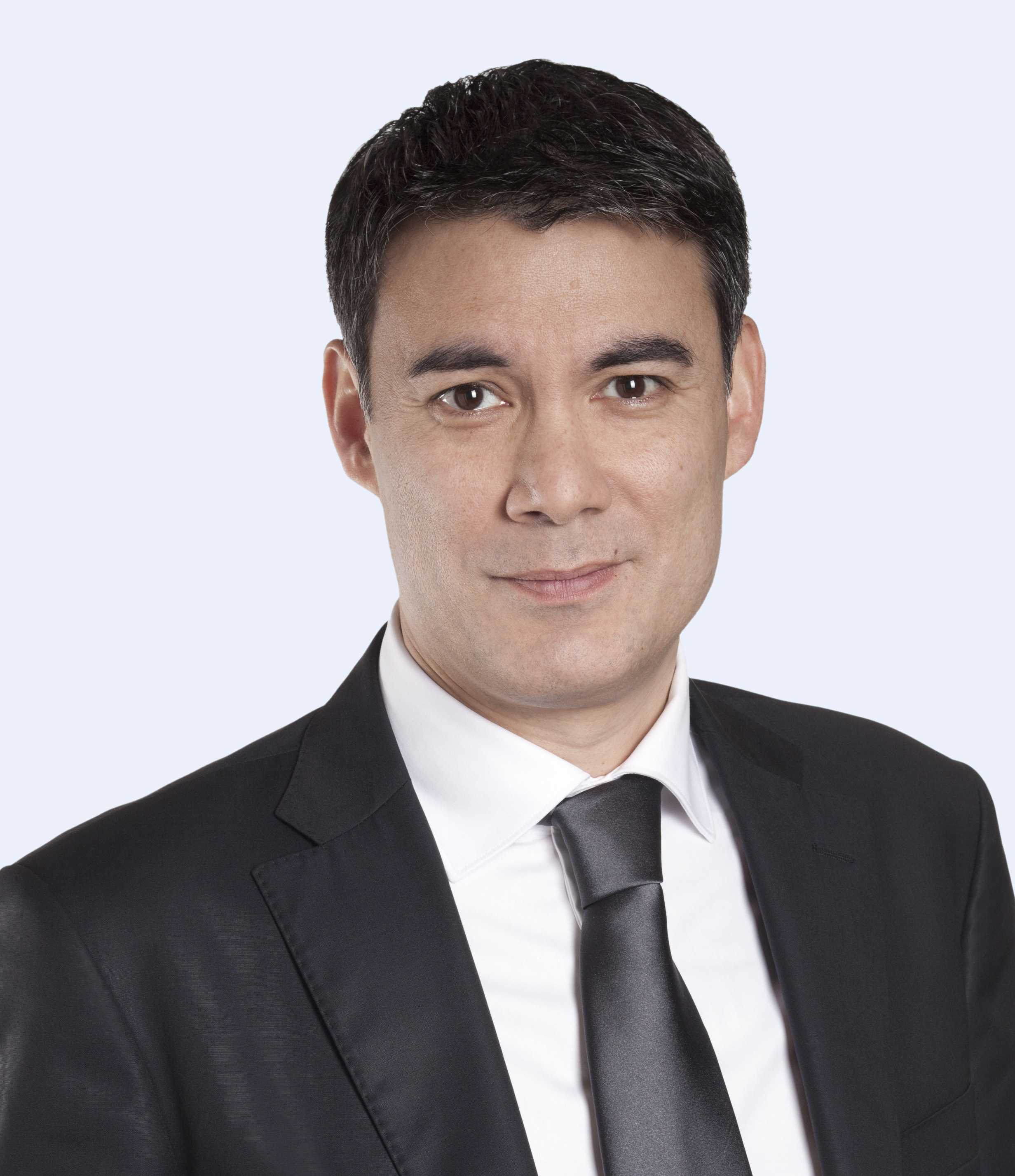
올리비에 포르

올리비에 포르(프랑스어: Olivier Faure, 1968년 8월 18일 이제르주 ~ )는 프랑스의 정치인이다. 2016년 12월부터 사회당(PS)을 주축으로 만든 프랑스 의회의 원내교섭단체인 좌파모임(Groupe Nouvelle Gauche)의 대표로 재직하고 있다.
신좌파모임을 이끌면서, 포르는 137 대 120으로 기욤 바슐레(Guillaume Bachelay)를 누르고, 내무장관으로 임명된 브뤼노 르 루(Bruno Le Roux)의 뒤를 이어 교섭단체의 대표로 선출되었다. 포르는 2018년 오베르빌리에에서 열린 사회당 전당대회에서 사회당의 당권 주자 중 하나였으며, 1차 투표에서 초접전으로 1위를 기록한 뒤, 스테판 르 폴(Stéphane Le Foll)이 낙마하자 반대 없이 사회당의 대표로 선출되었다.